# B.A.C.K.
B.A.C.K. – czwarty album studyjny duńskiego thrash metalowego zespołu Artillery wydany w 1999 roku nakładem Die Hard Music.

## Lista utworów
1. "Cybermind"   – 4:01
2. "How Do You Feel"  – 4:01
3. "Out of the Thrash"  – 4:00
4. "Final Show"  – 5:27
5. "WWW"  – 3:54
6. "Violent Breed"  – 3:48
7. "Theatrical Exposure"  – 3:57
8. "B.A.C.K."  – 3:48
9. "The Cure"  – 3:18
10. "Paparazzi"  – 4:07
11. "Fly"  –  4:25
12. "Jester"  –  5:18

## Twórcy
- Flemming Rönsdorf - śpiew
- Michael Stützer - gitara solowa
- Morten Stützer - gitara rytmiczna
- Peter Thorslund - gitara basowa
- Carsten Nielsen - perkusja